# 恩德米倫巴赫河
51°24′45″N 7°25′54″E / 51.41263°N 7.43175°E
恩德米倫巴赫河（德語：Ender Mühlenbach），是德國的河流，位於該國西部，流經北萊茵-威斯特法倫州，屬於黑德克巴赫河的右支流，河道全長2.2公里，流域面積2.2平方公里。